# Juan Ignacio Galarza
 Juan Ignacio Galarza  (nacido el 18 de marzo de 1994) es un tenista profesional argentino.

## Carrera
Su mejor ranking individual es el n.º 334, alcanzado el 16 de mayo de 2016, mientras que en dobles logró la posición 330 el 29 de junio de 2015.
No ha logrado hasta el momento títulos de la categoría ATP ni de la ATP Challenger Tour.
Es un tenista que se destaca por su gran estado físico, es más grande corporalmente que la media del circuito. Eso no le quita nada de velocidad a la hora de correr la cancha.